# Simon Schagen
Simon Schagen (13 maggio 1940) è un ex cestista olandese.

## Carriera
Con i Paesi Bassi ha disputato i Campionati europei del 1963.